# Cuisine ariégeoise

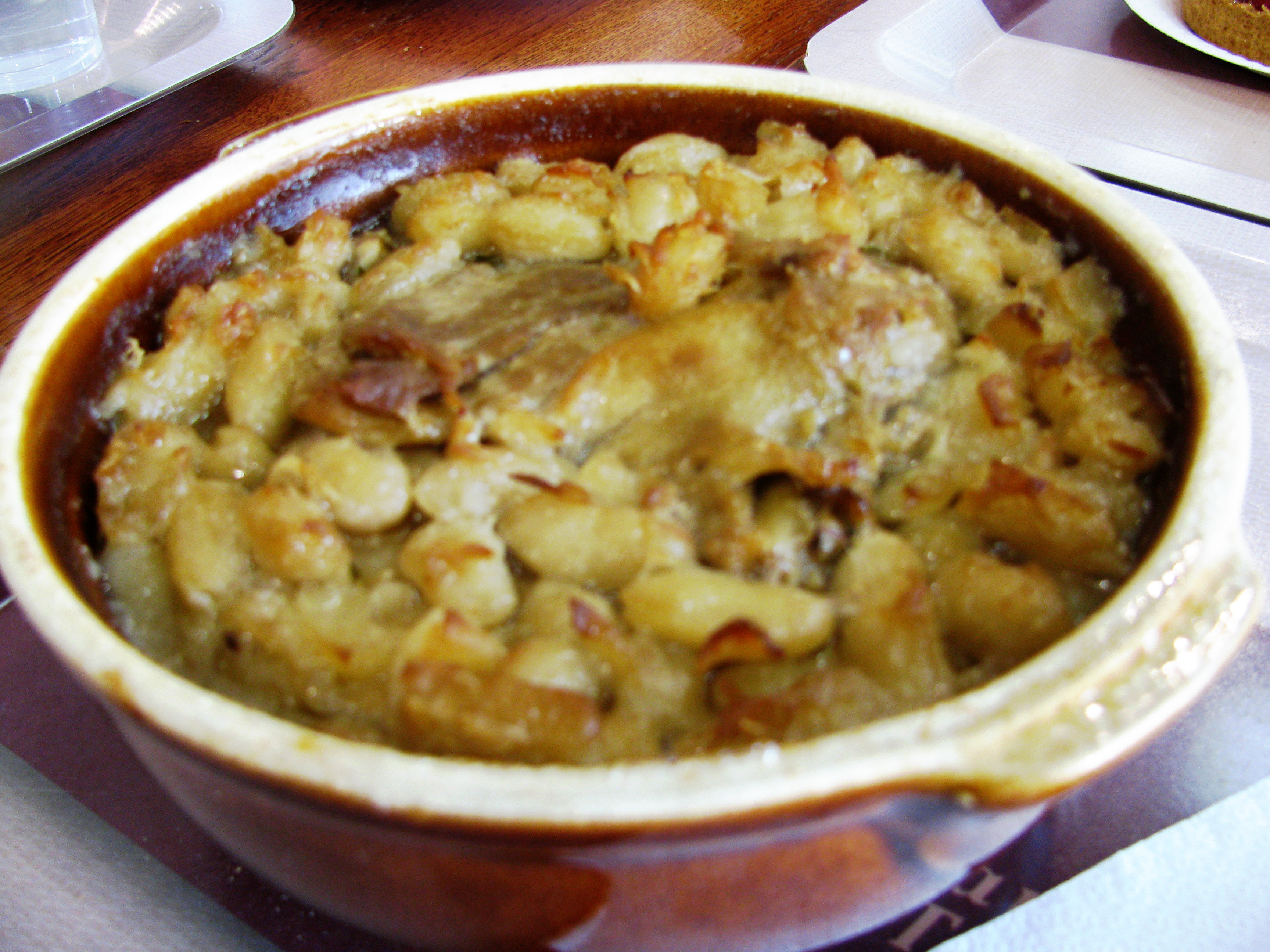
Mongetada ariégeois.

La cuisine ariégeoise est une cuisine du terroir, basée des produits régionaux pyrénéens, tels les confits, le fromage ou la charcuterie locale.

## Spécialités

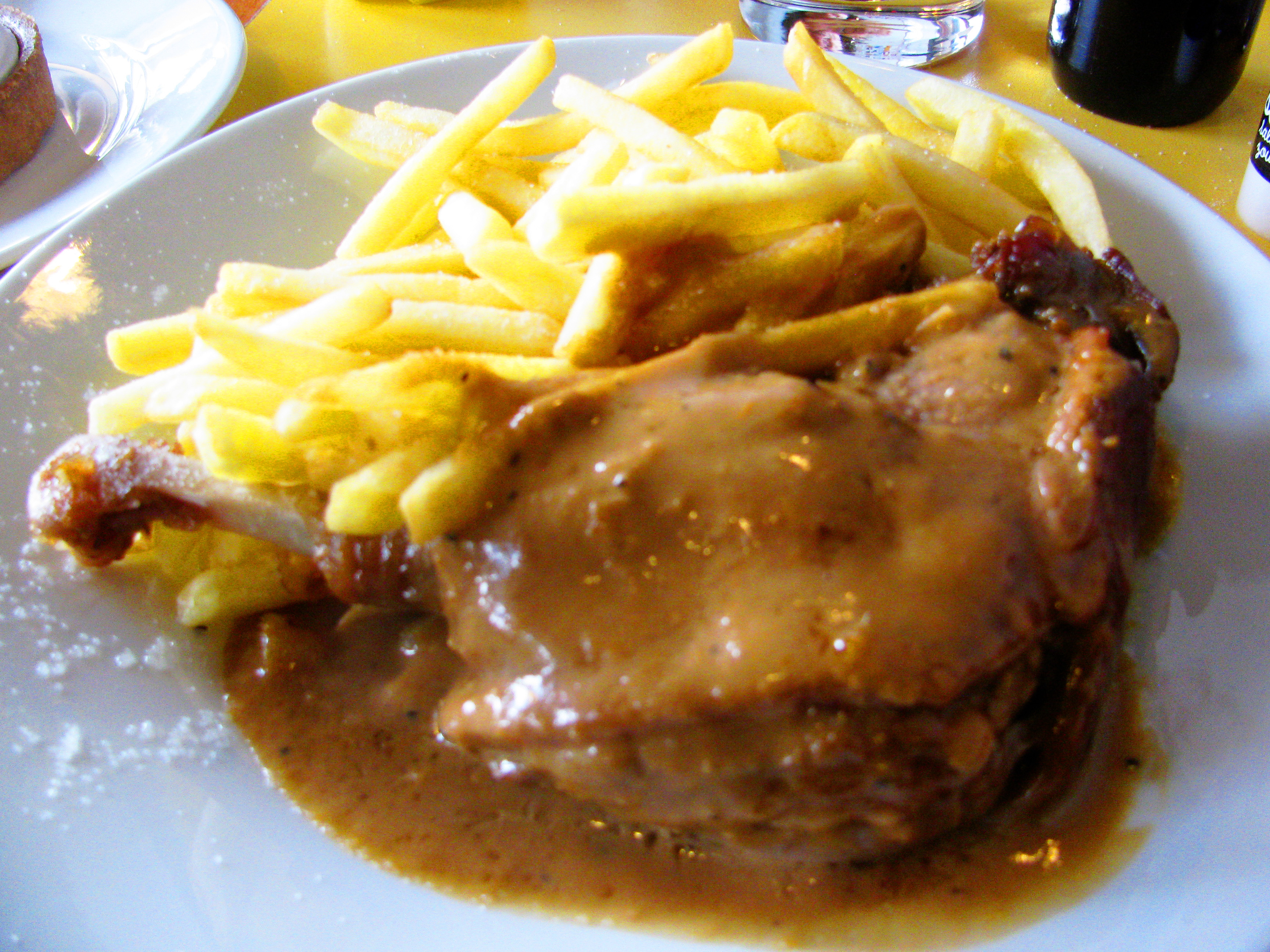
Cuisse de canard confite de l'Ariège et frites.

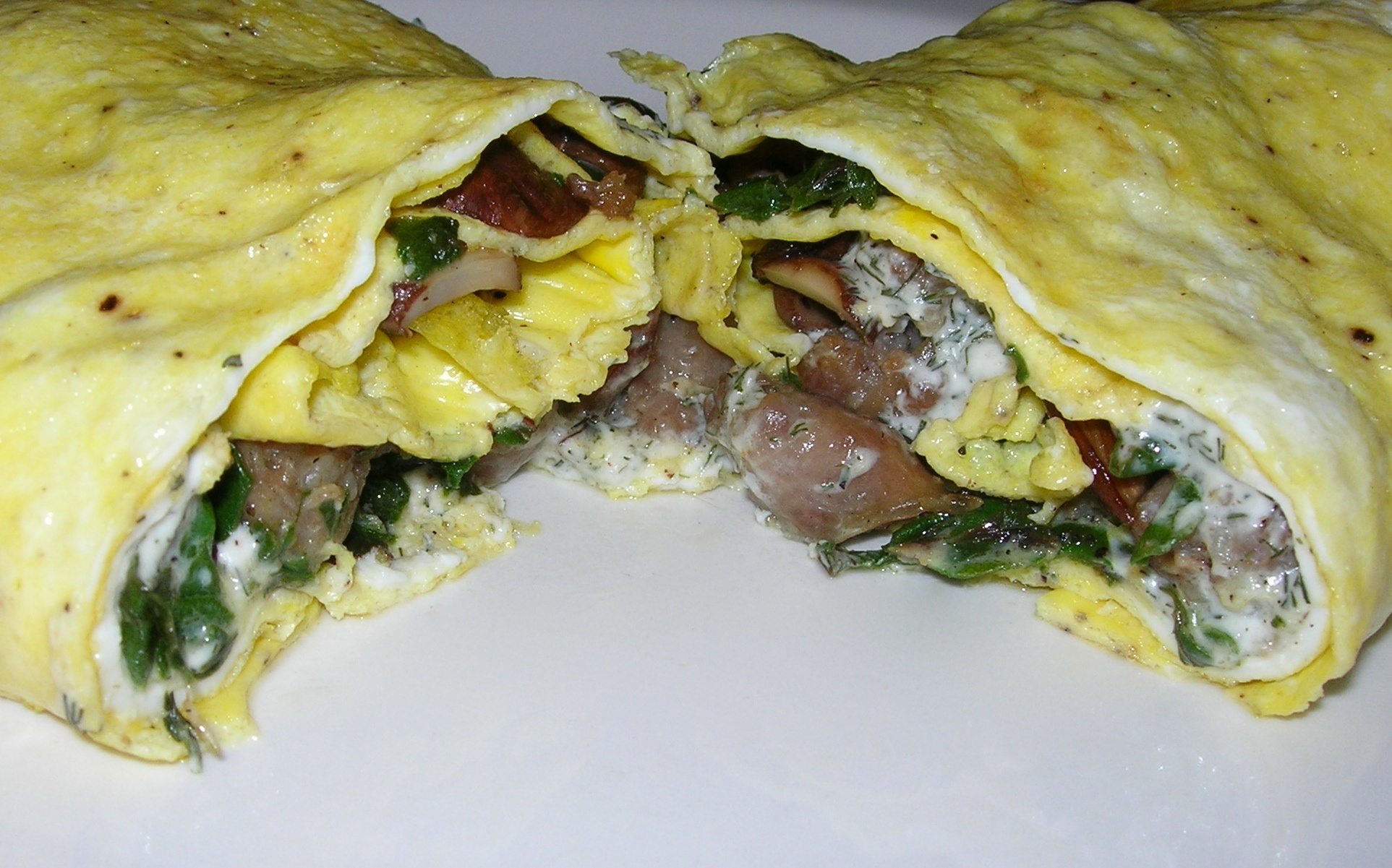
Omelette aux champignons et aux cardes.

### Entrées et plats
- aigo bullido (soupe à base d'œufs)
- azinat (sorte de potée aux choux et pommes de terre, accompagnée de jambon, saucisse de foie et autres charcuteries)
- confit de canard et d'oie
- foie gras traditionnel
- garbure (soupe faite de confit et de chou)
- grillades (accompagnées d'aillade toulousaine, sauce faite de noix, d'ail et de persil)
- mounjetado (cassoulet ariégeois, traditionnellement cuisiné avec des cocos de Pamiers, remis depuis quelque temps au goût du jour)[1]
- omelette aux champignons
- poissons
- rouzole (soupe aux choux)
- salade de gésiers confits
- saucisse de foie
- taillous (spécialité de pommes de terre, jambon de pays, œufs, salade)

### Fromages

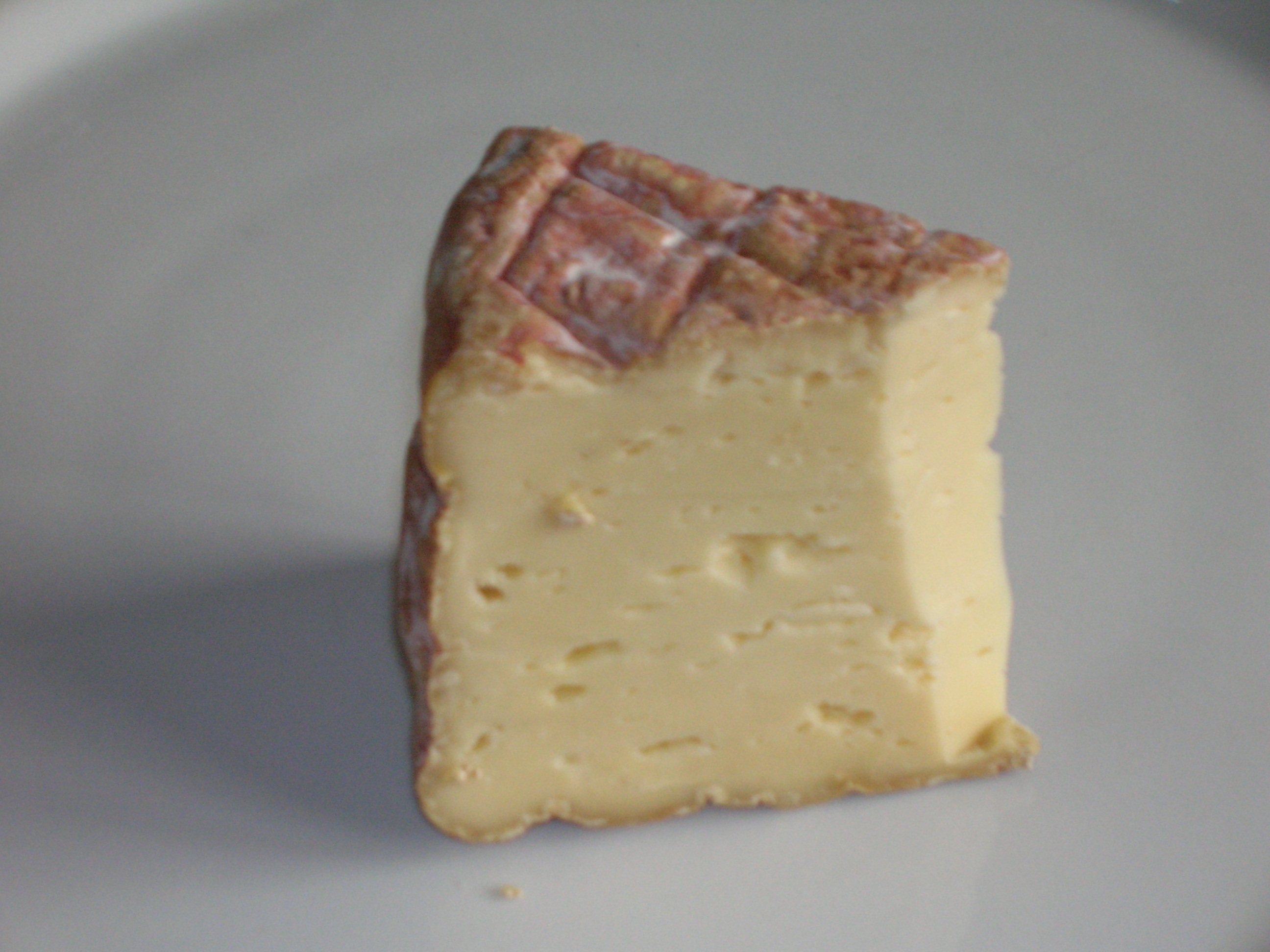
Bethmale affiné.

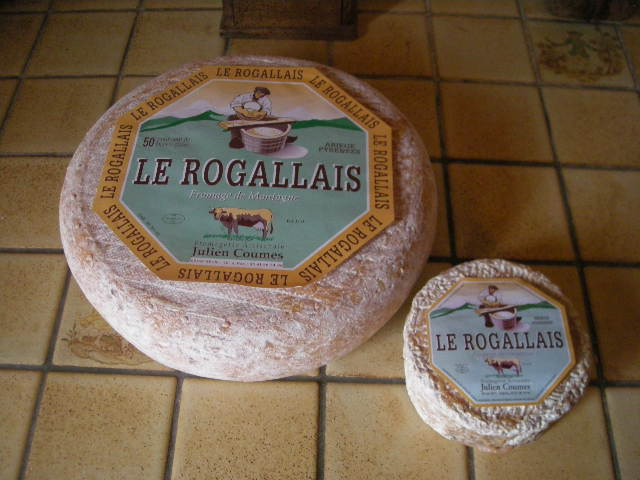
Le Rogallais.

- Bamalou
- Bethmale
- Moulis (fromage)
- Pic de la Calabasse
- Rogallais

### Desserts

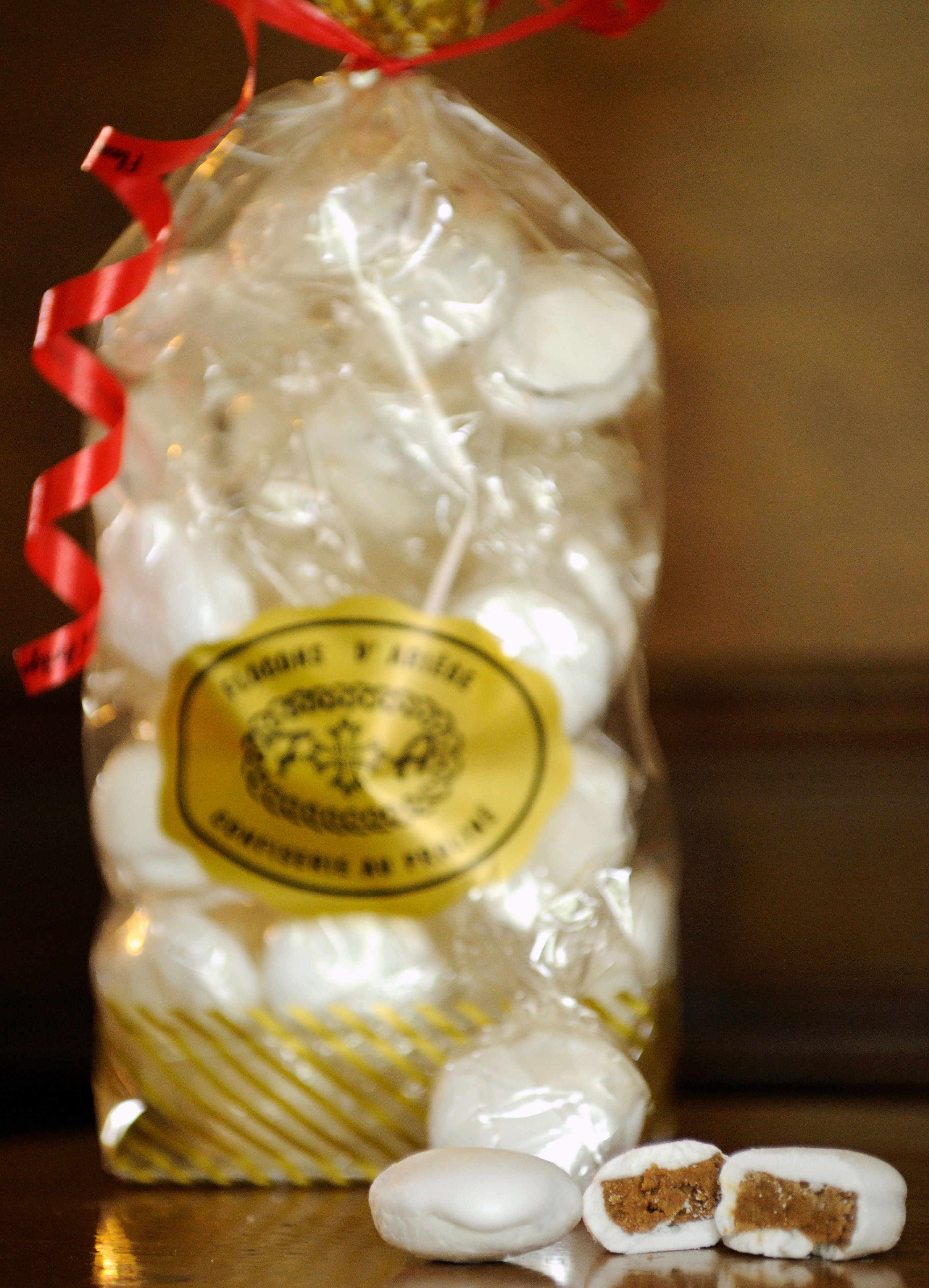
Flocons d'Ariège, confectionnés à La Tour-du-Crieu.

- castella (gâteau meringué à la crème et au praliné)
- croustade (dessert fait de farine, d'œufs, de sucre, de beurre, de fruits et d'eau de vie)
- fruits à l'alcool
- millas (dessert de farine de maïs et de froment, souvent dégusté flambé à l'eau de vie)

### Alcools
- hypocras (apéritif)

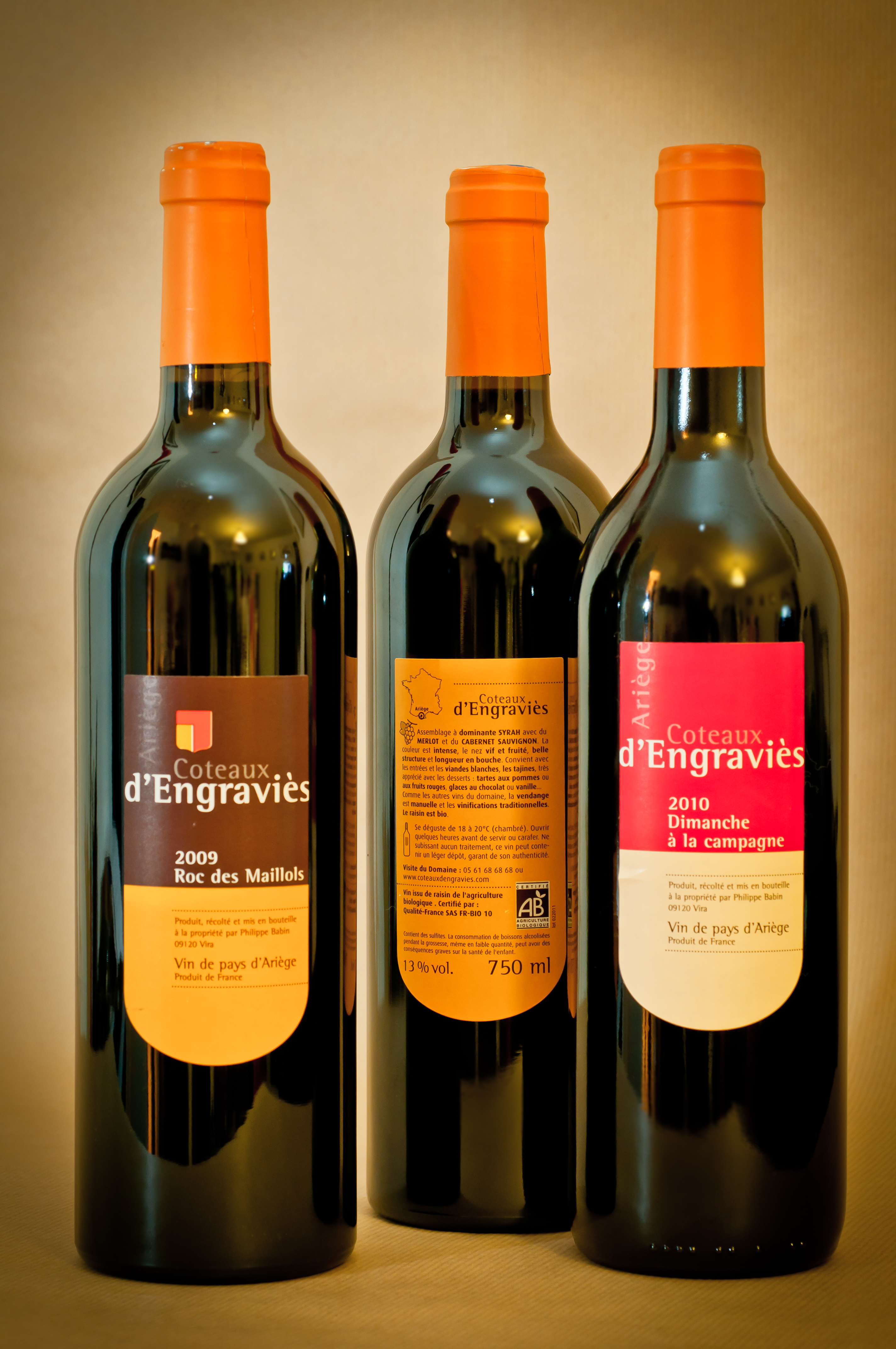
Vin des coteaux d'Engraviès.

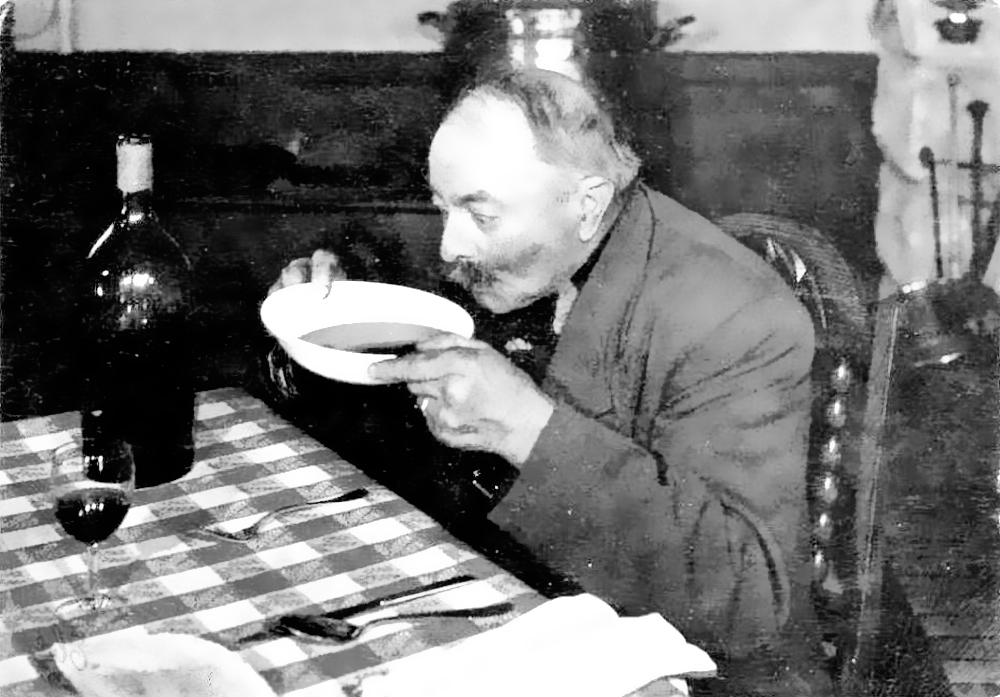
Chabrot en Ariège.

- La production de vin, après des années d'abandon, a été relancée notamment sur les coteaux d'Engraviès (commune de Dun), et dans le Massif du Plantaurel. Trois producteurs exercent leur activité dans les années 2010, et vendent leur vin sous l'appellation IGP Ariège.

Il existe une très vieille tradition en Ariège : faire chabrot ou chabrol. Cette pratique consiste, quand il reste un fond de soupe ou de potage, à ajouter dans l'assiette du vin rouge pour diluer ce bouillon puis de porter le plat à la bouche, et à l'avaler à grandes goulées. Cette action nécessitait l'usage du récipient traditionnel utilisé pour servir les soupes, soit un bol profond de forme sphérique, soit une écuelle. Il était le plus souvent sans poignée, en terre cuite, de forme bombée et quelque peu étroit. Cette pratique était autrefois très courante et est encore en usage aujourd'hui, notamment chez les personnes âgées dans les campagnes.
Cet usage perdure dans le Midi de la France. Jean Rebier (1879-1966), décrit la pratique du chabrot comme encore actuelle, « la soupe est régulièrement suivie par un bon chabròl ».
De même que l'ethnologue Albert Goursaud, décédé en 1975, en parle toujours au présent, dans son livre publié l'année qui suivit sa mort. Dans son ouvrage, il distingue les traditions qui se sont perdues de celles qui continuent, au moment où il rédigeait. On faisait chabrot couramment, du moins à la campagne, jusqu'au milieu du XXe siècle.
Le Catalan Jaume Fàbrega, né en 1948, signale dans sa Cuina del país dels càtars que, tout jeune, il a vu encore faire chez lui lo cabròt.

### Confiserie
- Flocon d'Ariège, bonbon artisanal créé en 1985, fine meringue vanillée fourrée au praliné.